# Arge pectoralis
Arge pectoralis är en stekelart som först beskrevs av Leach.  Arge pectoralis ingår i släktet Arge och familjen borsthornsteklar. Inga underarter finns listade.